# Iújnaia Serguéievka
|  | Per a altres significats, vegeu «Serguéievka». |

Iújnaia Serguéievka (en rus: Южная Сергеевка) és un poble del krai de Primórie, a l'Extrem Orient de Rússia, que el 2018 tenia 158 habitants. Pertany al districte rural de Partizanski.